# Szlązaki

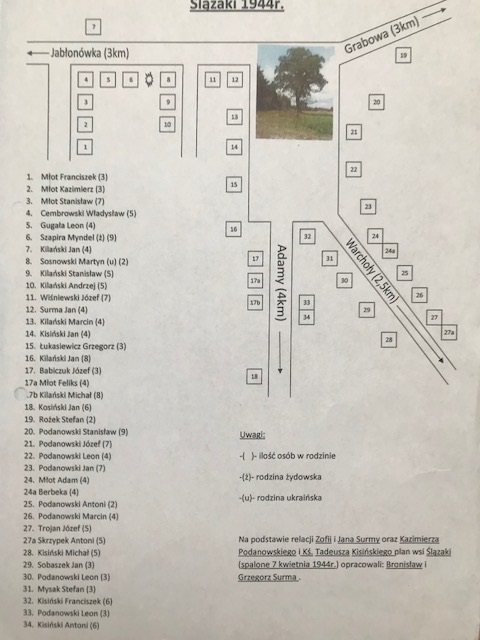
Plan wsi Szlązaki (stan na 1944 rok) opracowany na podstawie relacji Zofii Surmy, Jana Surmy, Kazimierza Podanowskiego oraz ks. Tadeusza Kisińskiego

Szlązaki (ukr. Шльонзаки, również Ślązaki) – nieistniejąca obecnie wieś (lub przysiółek) położona na terenie dzisiejszej Ukrainy w rejonie buskim obwodu lwowskiego, około 10 km na północ od Buska. Szlązaki leżały około 3,5 km na południowy wschód od wsi Grabowa oraz około 3,5 km na zachód od wsi Adamy.

## Historia
Nazwa wsi znaczyła tyle co Ślązacy. Wieś Szlązaki, przyległość Grabowy, leżała w czasach Rzeczypospolitej Obojga Narodów na terenie ziemi buskiej należącej do województwa bełskiego. Po I rozbiorze Polski wieś znalazła się w zaborze austriackim w Królestwie Galicji i Lodomerii. W 1867 roku utworzono powiat kamionecki, którego siedzibą było miasteczko Kamionka Strumiłowa, obecnie Kamionka Bużańska, i w którym znalazły się Szlązaki. Po ustabilizowaniu się granicy polsko-radzieckiej po wojnie polsko-bolszewickiej wieś wróciła do Polski, po reformie scaleniowej 1 sierpnia 1934 roku weszła w skład nowo utworzonej wiejskiej gminy zbiorowej Grabowa w powiecie kamioneckim województwa tarnopolskiego. W czasie okupacji wieś należała do gminy Busk w powiecie Kamionka Strumiłowa w dystrykcie Galicja Generalnego Gubernatorstwa.
Wieś do 1918 roku należała do parafii Busk, później –  do parafii Adamy.

## Spalenie wsi
Pod koniec drugiej wojny światowej wieś liczyła 34 gospodarstwa, które zamieszkiwało około 200 mieszkańców. W dniu 7 kwietnia 1944 roku wieś została spalona przez oddział UPA. Kilka dni wcześniej, 4 kwietnia 1944 roku, jeden z Ukraińców ostrzegł mieszkańców wioski, że będą wymordowani i dzięki temu wielu Polaków zostało uratowanych. Wtedy również odbył się mord w sąsiednich Adamach.
Źródła związane z UPA próbują przerzucić odpowiedzialność za spalenie wsi na Niemców: 19 kwietnia 1944 roku w godzinach rannych niemieckie wojsko spaliło polski przysiółek Szlązaki w pobliżu Adamów. Przyczyną spalenia były strzały z tej wsi, jakie padały na kolumnę niemiecką, która przejeżdżała przez ten przysiółek. W tym przysiółku kwaterowała polska banda, która przeniosła się z Adamów, w których zakwaterowali Niemcy. W czasie likwidacji wsi było słychać wybuchy zmagazynowanej przez Polaków amunicji. Wszystkich młodych Polaków z tego przysiółka zabrano do lagrów.

## Stan obecny
Część polskich mieszkańców Szlązaków została przesiedlona do Szonowa koło Prudnika w 1945. Obecnie Szlązaki nie istnieją. Z porównania mapy WIG z 1926 roku (1:100 000) ze współczesnymi zdjęciami satelitarnymi (Google Earth) wynika, że w miejscu położenia byłej wioski jest polana w lesie. Nie istnieje również wiele innych, sąsiednich wsi, jak m.in.: Adamy, Warchoły (ukr. Вархоли), Dąbrowa (ukr. Дуброва), Sobaszki (ukr. Собашки).